# Полюхович Олександр Васильович

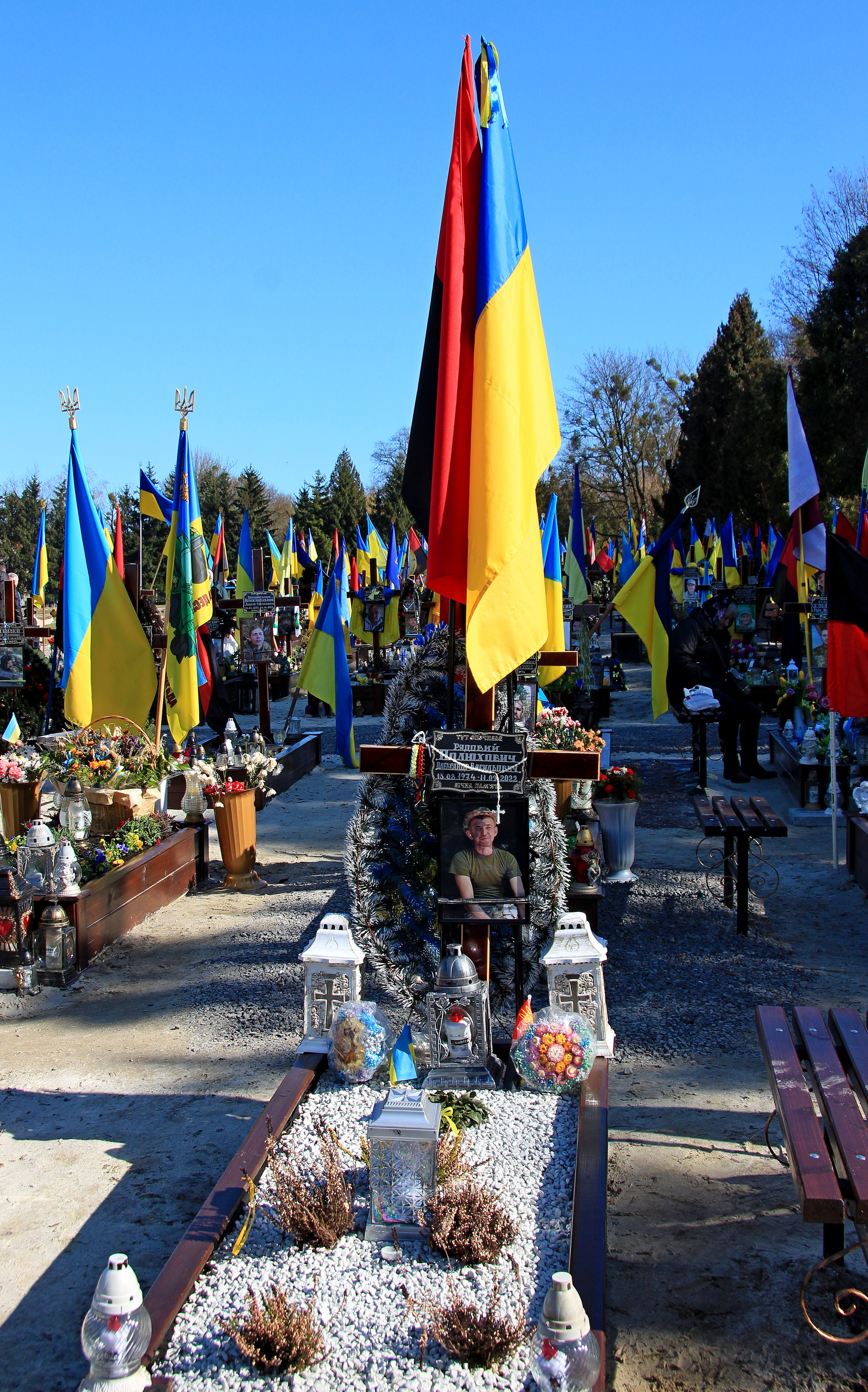

Полюхович Олександр Васильович (13 серпня 1974, с. Серники, Рівненська область — 11 вересня 2022) — український військовослужбовець (солдат), мінометник 24-ї ОМБр, учасник російсько-української війни.

## Життєпис
Олександр Полюхович народився 13 серпня 1974 року в селі Серники Рівненської області. В 11-місячному віці разом із сім'єю переїхав до села Терло Львівської області. Навчався у закладі загальної середньої освіти І-ІІ ступенів Терла Хирівської міської ради Самбірського району. Закінчив Національний університет «Львівська політехніка».
У мирний час був приватним підприємцем, виготовляв меблі. Захоплювався стрільбою з лука. У 2014-2015 роках займався волонтерською діяльністю. Із перших днів повномасштабного вторгнення росії добровольцем пішов на війну. Служив гранатометником у лавах 24-ї окремої механізованої бригади імені короля Данила оперативного командування «Захід» Сухопутних військ Збройних сил України. Загинув внаслідок артилерійського обстрілу на Херсонщині.
В Олександра Полюховича залишилися донька, син, дружина, батько та сестра.
Похований на Личаківському цвинтарі.